# Gilles Rousset
Gilles Rousset (Hyères, 1963. augusztus 22. –) francia válogatott labdarúgókapus.

## Pályafutása

### Klubcsapatban
Hyèresben született. Pályafutását az FC Sochaux csapatában kezdte, ahol nyolc éven keresztül játszott. 1990-ben az Olympique Lyon igazolta le, melynek kapuját három éven keresztül védte. Az 1993–94-es idényben az Olympique Marseille játékosa volt, de egyetlen mérkőzésen sem lépett pályára. 1994 és 1995 között a Stade Rennes csapatában játszott, majd 1995 és 2001 között a skót Hearts együttesében szerepelt, melynek tagjaként 1998-ban megnyerte a skót kupát. 

### A válogatottban
1990 és 1992 között 2 alkalommal szerepelt a francia válogatottban. Részt vett az 1992-es Európa-bajnokságon. 

## Sikerei, díjai
FC Sochaux
- Francia másodosztályú bajnok (1): 1987–88
- Francia kupadöntős (1): 1987–88

Hearts FC
- Skót kupa (1): 1997–98

## Külső hivatkozások
- Gilles Rousset adatlapja a National-Football-Teams.com oldalon (angolul)

- Franck Sauzée (angol, francia, spanyol nyelven). FootballDatabase.eu
- Franck Sauzée (angol nyelven). eu-football.info
- Franck Sauzée (német nyelven). kicker.de
- Gilles Rousset adatlapja a worldfootball.net oldalon (angolul)